# يان ماكفيرسن
يان ماكفيرسن (بالإنجليزية: Ian MacPherson)‏ (و. 1939 – 2013 م) هو مؤرخ، واقتصادي كندي، ولد في تورونتو، توفي عن عمر يناهز 74 عاماً.

## التعليم
تعلم في جامعة ويسترن أونتاريو، وتعلم في جامعة وندسور
.